# Prättigau
Prättigau (äldre stavning Prätigau, rätoromanska Partens) är ett landskap bestående av floden Landquarts ungefär fyra mil långa dalgång i nordligaste delen av den schweiziska kantonen Graubünden. Det utgör en del av distriktet Prättigau-Davos och har 15 138 invånare (2013). Största ort är Klosters, som ligger längst upp i dalen.

## Språk
Befolkningen talade ursprungligen rätoromanska. Omkring år 1300 vidtog en omfattande inflyttning av walsertyskar från Davos. De byggde först nya gårdar i högt belägna gles- eller obebyggda områden, men spred sig senare även till de redan bebyggda byarna nere i dalbottnen. På så vis bredde deras språk ut sig bland befolkningen, och tog så småningom över. I mitten av 1500-talet var Prättigau helt germaniserat, och än idag präglas dialekten av det walsertyska idiomet. 

## Religion
Reformationen antogs av samtliga kyrkor i Prättigau under perioden 1524-1593. Som en följd av inflyttning är numera var sjunde invånare katolik, och det har byggts katolska kyrkor i Seewis (1900), Klosters (1922, nuvarande byggnad 1964) och Schiers (1965), samt ett kapell i Küblis (1965).

## Historia

### Upproret i Prättigau
Inom ramen för det trettioåriga kriget drabbades Prättigau av österrikisk ockupation 1621. Året därpå vidtog en tvångskatolisering, ledd av kapucinpatern Fidelis av Sigmaringen. Den reformerta läran förbjöds, och befolkningen tvingades bevista katolska gudstjänster. Detta ledde till vad som på tyska kallas Prättigauer Aufstand ("upproret i Prättigau"). Allmogen samlade sig till ett folkuppbåd som drev ut ockupationstrupperna och mördade pater Fidelis. Som en hämndaktion begav de sig sedan över den österrikiska gränsen in i dalen Montafon, där de plundrade befolkningen. Dette ledde dock till att Österrike skickade en här med 10 000 man, som lade stora delar av Prättigau i aska. Därpå följde en bister vinter med svält, och dessutom ett utbrott av pest, som kallas Der Hungerwinter in Graubünden 1622/23 och krävde tusentals dödsoffer i Graubünden. 

## Näringsliv
Tidigare var lantbruk och skogsbruk de viktigaste näringarna, men numera utgör turism, industri och handel betydligt viktigare inkomstkällor. En stor del av de förvärvsarbetande pendlar ut till Davos och Chur.

## Indelning
Prättigau är fördelat på tio kommuner:
| Vapen               | Kommun           | Invånare 2014-12-31 | Yts i km² |
| ------------------- | ---------------- | ------------------- | --------- |
| Conters             | Conters          | 209                 | 18,40     |
| Furna               | Furna            | 204                 | 33,32     |
| Grüsch              | Grüsch           | 1 975               | 43,30     |
| Jenaz               | Jenaz            | 1 184               | 25,91     |
| Klosters-Serneus    | Klosters-Serneus | 4 590               | 219,81    |
| Küblis              | Küblis           | 838                 | 8,14      |
| Luzein              | Luzein           | 1 565               | 83,88     |
| Schiers             | Schiers          | 2 639               | 61,66     |
| Seewis im Prättigau | Seewis           | 1 385               | 49,63     |